# بوصير سينائي
البوصير السينائي (باللاتينية: Verbascum sinaiticum) نوع نباتي يتبع جنس البوصير من الفصيلة الغدبية.

## الموئل والانتشار
موطنه بلاد الشام وسيناء.